# Боровинка (Тюменская область)
Боровинка — село в Заводоуковском районе Тюменской области. В рамках организации местного самоуправления находится в Заводоуковском городском округе.

## География
Село расположено в истоках реки Бочанки на которых создано около 10 прудов. Высота над уровнем моря составляет 130-140 метров. Расстояние до ближайшей железнодорожной станции Новая Заимка — 23 километра. Расстояние до Заводоуковска — 45 километров.

## История
До 1917 года центр Боровинской волости Ялуторовского уезда Тобольской губернии. По данным на 1926 год село Боровинское состояло из 477 хозяйств. В административном отношении являлось центром Боровинского сельсовета Новозаимского района Тюменского округа Уральской области. До 2005 года являлось центром Боровинского сельского поселения.

## Население
| 2010 |
| ---- |
| 719  |

По данным переписи 1926 года в селе проживало 2442 человека (1143 мужчины и 1299 женщин), в том числе: русские составляли 99 % населения.